# Claude Sautet
Claude Sautet (* 23. Februar 1924 in Montrouge; † 22. Juli 2000 in Paris) war ein französischer Drehbuchautor und Filmregisseur. Er war ein Chronist der französischen Gesellschaft in der Nachkriegszeit. Mit seiner Lieblingsschauspielerin Romy Schneider drehte er insgesamt fünf Filme.

## Leben
Claude Sautet studierte zunächst Malerei und Bildhauerei, ehe er zur Pariser Filmhochschule wechselte. Seine cineastische Karriere begann er als Filmassistent, später war er auch Fernsehproduzent und Drehbuchautor. Im Jahr 1955 drehte Sautet seinen ersten Spielfilm unter dem Titel Die tolle Residenz; fünf Jahre später folgte 1960 sein zweiter Film Der Panther wird gehetzt, der allerdings in der Masse der vielen Nouvelle-Vague-Filme der damaligen Zeit unterging. Jean-Pierre Melville allerdings wurde sehr schnell zu einem Bewunderer dieses neoklassisch erzählten Gangsterfilms. 1965 zeigte Sautet sein Regietalent mit dem Abenteuerfilm Schieß, solange du kannst. Die Hauptrolle bekam, wie bereits in Der Panther wird gehetzt, Lino Ventura. Mit Die Dinge des Lebens aus dem Jahr 1970 fand Sautet zum ersten Mal sein Thema und seinen Stil, mit der exakt beobachteten Studie einer „Midlife-Crisis“. Wie in vielen seiner späteren Filme waren Romy Schneider und Michel Piccoli die Hauptdarsteller.

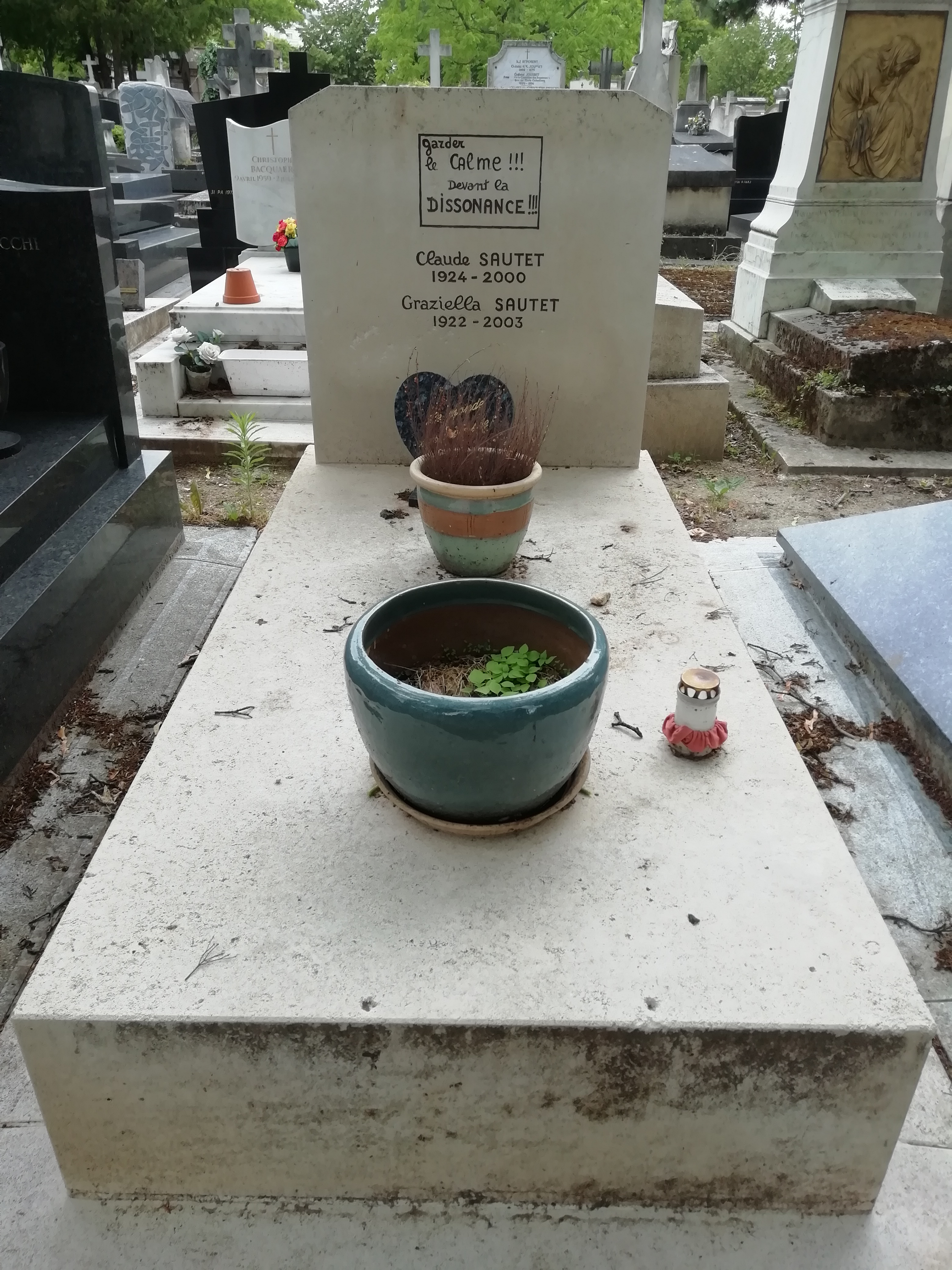
Grabmal von Claude Sautet auf dem Cimetière du Montparnasse

Sautets Selbstbekenntnis: „Seit meiner kleinbürgerlichen Kindheit in Montrouge, einem Vorort von Paris, liebe ich Orte, wo sich die vielfältige Melange von Menschen aus meiner Jugendzeit finden lässt: die Bistros und Cafés.“ Dieses Geflecht von Beziehungen, sozialen Konflikten und gegenseitigen Abhängigkeiten zwischen Menschen der gehobenen Mittelschicht findet sich in fast allen Filmen Sautets aus den 1970er und 1980er Jahren wieder. Den Auslöser der Filmhandlung stellt meist eine Krise dar, durch die Sautet die Verletzlichkeit und damit die Menschlichkeit seiner Figuren bloßlegt. Er schätzte den Schriftsteller Henry James, der für die epische Schilderung innerer Vorgänge bei seinen Figuren und die feine Zeichnung weiblicher Charaktere bekannt ist und an die Tradition französischer Moralisten anknüpfte. Weitere wichtige literarische Einflüsse für das Werk Sautets kamen von Henri Michaux und Charles Baudelaire. Sautet verehrte den russischen Roman und die Surrealisten. Besonders deutlich zeigen sich diese Wurzeln in den Filmen seinen Spätwerks: Einige Tage mit mir und Ein Herz im Winter. Heraus sticht auch Sautets Drama Der ungeratene Sohn (1980), das die Geschichte eines jungen Mannes erzählt, der nach fünf Jahren Zuchthaus in den USA zu seinem Vater zurückkehrt, nur um sofort wieder in neue Konflikte zu geraten. Seine letzten Filme – Ein Herz im Winter (1993) und Nelly & Monsieur Arnaud (1995) – wurden mit mehreren Auszeichnungen bedacht.
Neben seiner Regiearbeit hat er nicht nur die Drehbücher zu all seinen Filmen seit 1960 mitverfasst (als Co-Autor), sondern auch für andere Regisseure geschrieben, so etwa bei Der Dieb von Paris von Louis Malle (1967) oder bei Borsalino von Jacques Deray (1970).
Sautet starb im Jahr 2000 im Alter von 76 Jahren in Paris an Krebs. Seine letzte Ruhestätte wurde der Cimetière du Montparnasse.

## Filmografie
Regie
- 1955: Die tolle Residenz (Bonjour sourire)
- 1960: Der Panther wird gehetzt (Classe tous risques)
- 1965: Schieß, solange du kannst (L’arme à gauche)
- 1970: Die Dinge des Lebens (Les choses de la vie)
- 1971: Das Mädchen und der Kommissar (Max et les ferrailleurs)
- 1972: César und Rosalie (César et Rosalie)
- 1974: Vincent, François, Paul und die anderen (Vincent, François, Paul … et les autres)
- 1976: Mado
- 1978: Eine einfache Geschichte (Une histoire simple)
- 1980: Der ungeratene Sohn (Un mauvais fils)
- 1983: Garçon! Kollege kommt gleich! (Garçon!)
- 1988: Einige Tage mit mir (Quelques jours avec moi)
- 1992: Ein Herz im Winter (Un cœur en hiver)
- 1995: Nelly & Monsieur Arnaud

Drehbuch für Filme anderer Regisseure
- 1958: Das Raubtier rechnet ab (Le fauve est lache)
- 1960: Augen ohne Gesicht (Les yeux sans visage)
- 1963: Sieben Tote hat die Woche (Symphonie pour un massacre)
- 1963: Heißes Pflaster (Peau de banane)
- 1964: Flegelalter (L’âge ingrat)
- 1965: Leben im Schloß (La vie de château)
- 1967: Der Millionen-Coup der Zwölf (Mise à sac)
- 1968: Die kleine Brave (La petite vertue)
- 1969: Pack den Tiger schnell am Schwanz (Le diable par la queue)
- 1970: Borsalino
- 1970: Musketier mit Hieb und Stich (Les mariés de l’an II)

## Auszeichnungen (Auswahl)
- 1996: César in der Kategorie Beste Regie für Nelly & Monsieur Arnaud
- 1992: César in der Kategorie Beste Regie für Ein Herz im Winter
- 1992: FIPRESCI-Preis des Cannes Film Festivals und Silberner Löwe der Filmfestspiele von Venedig für Ein Herz im Winter

## Dokumentation
- Amine Mestari: Claude Sautet - Regisseur der Zwischentöne, 52 Min., Frankreich, 2020[5]